# Pilea spinulosa
Pilea spinulosa är en nässelväxtart som beskrevs av C.J. Chen. Pilea spinulosa ingår i släktet pileor, och familjen nässelväxter. Inga underarter finns listade i Catalogue of Life.